# Thomisus spectabilis
Thomisus spectabilis es una especie de araña cangrejo del género Thomisus, familia Thomisidae. Fue descrita científicamente por Doleschall en 1859.
La longitud del cuerpo de la hembra puede llegar hasta 10 mm, mientras que la del macho es de 6,2 mm. Incluyendo las patas, la araña tiene un diámetro de alrededor de 3 cm. Esta araña suele ser blanca, aunque a veces puede aparecer amarilla. Las patas y la cabeza parecen casi translúcidas. Thomisus spectabilis es un depredador emboscador, a menudo se le ve descansando en flores del mismo color. Sus sacos de huevos se colocan en una hoja doblada y los huevos de color crema, típicamente de 1 mm de diámetro, oscilan entre 200 y 370 en número.
Estas arañas se alimentan principalmente de insectos y su preferencia por la simetría les ayuda a capturar insectos polinizadores como mariposas y abejas.  La araña también aprovecha la reflectancia de la luz ultravioleta de su esquema de color para crear un contraste de color en el campo visual de las abejas que las atrae.
La araña cangrejo australiana es principalmente un animal suburbano o urbano que se encuentra en el este de Australia, y su hábitat se encuentra entre las margaritas blancas y amarillas.
Thomisus spectabilis es una especie venenosa. Suelen ser más agresivas que la mayoría de las especies de arañas, con tasas de mordeduras más altas. Sus mordeduras no son letales, pero pueden provocar síntomas leves como dolor localizado. Estas arañas no tejen telarañas, sino que persiguen y emboscan a sus presas.

## Distribución
Esta especie se encuentra desde India a Australia.